# Stulpicani (gmina)
Stulpicani – gmina w Rumunii, w okręgu Suczawa. Obejmuje miejscowości Stulpicani, Gemenea, Negrileasa, 
Slătioara i Vadu Negrilesei. W 2011 roku liczyła 5904 mieszkańców.